# Кімберлітова трубка

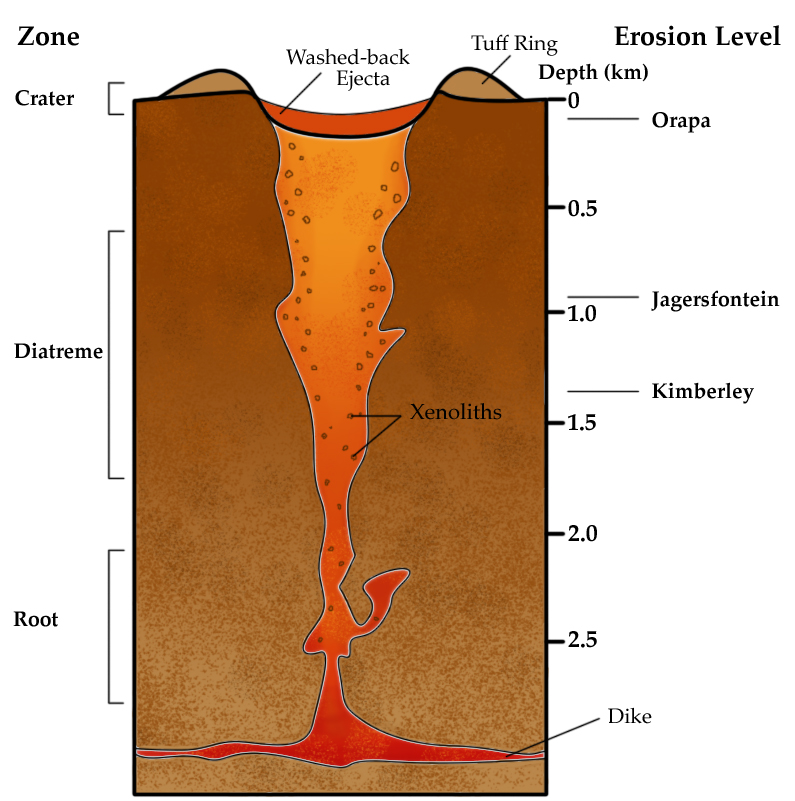
Алмазоносна трубка

Кімберл́ітова трубка (діатр́ема) — вертикальна геологічна структура (геологічне тіло) неправильної конусоподібної або циліндричної форми (трубка вибуху), заповнена алмазоносною породою (кімберлітом чи лампроїтом). Численні алмазоносні кімберлітові трубки знайдені в ПАР та Якутії.

## Назва
Термін утворено від назви міста Кімберлі в ПАР, де це геологічне тіло вперше було описано і почалась його промислова розробка у 1866 році.

## Структура і склад
Діатрема є експлозивним каналом при вулканічному виверженні з поперечником 0,4-1 км, через який відбувся прорив магматичного розплаву, перенасиченого газом. У трубці вибуху застигли зцементовані розчинами вулканічні уламки (брекчії), або туфоподібна маса зеленувато-сірого кольору — кімберліт, що складається з численних ультраосновних мінералів. Ці трубки містять алмази, які видобувають в ПАР, Індії, в Якутії.